# ヴィヴィアーヌ・ロマンス
ヴィヴィアーヌ・ロマンス（Viviane Romance、1912年7月4日 - 1991年9月25日）は、フランスの女優。

## 出演作品
- 地下室のメロディー
- カスバの恋
- 七つの大罪
- 娼婦マヤ
- 密会
- パニック
- 美しき受刑者
- 情熱のバラ
- カルメン
- 裏切者
- 不思議なヴィクトル氏
- 狙われた男
- 我等の仲間
- タムタム姫
- 地の果てを行く
- リリオム